# Leopold Auer
Leopold Auer (7 de junio de 1845 - 15 de julio de 1930) fue un violinista húngaro, maestro, director de orquesta y compositor.

## Biografía
Auer nació en Veszprém, Imperio austríaco, en una familia judía, pero se convirtió al cristianismo posteriormente. Estudió inicialmente con un concertista local. Después continuó su estudios con Ridley Kohné en Budapest, Jacques Dont en Viena y finalmente con Joseph Joachim en Hanóver. Se estableció en San Petersburgo y allí enseñó en el Conservatorio de San Petersburgo entre 1868 y 1917. En 1918, se trasladó a Estados Unidos, enseñando en algún momento en el Curtis Institute of Music de Filadelfia.
Auer es recordado como uno de los más importantes pedagogos del violín. Enseñó a muchos violinistas que se hicieron famosos, como Samuel Dushkin, Efrem Zimbalist, Nathan Milstein, Mischa Elman y Jascha Heifetz. Varios compositores le dedicaron obras, sin embargo rechazó inicialmente tocar el Concierto para violín de Chaikovski, pese a que le estaba dedicado, por considerarlo "intocable". No tocó la obra sino hasta más tarde, haciendo ligeras modificaciones en ciertos pasajes. Las ejecuciones de dicho concierto de sus alumnos (a excepción de Nathan Milstein) estuvieron basadas en la edición de Auer.
Auer compuso unas pocas obras para su instrumento, como la Rhapsodie hongroise para violín y piano. También escribió varias cadenzas para varios conciertos para violín de otros compositores, tales como los de Beethoven y Brahms. También escribió dos libros: Violin Playing as I Teach It (La ejecución del violín tal como yo la enseño", 1920), y My Long Life in Music (1923). También se conservan grabaciones de él.
Auer murió en Loschwitz, un suburbio de Dresde, Alemania y fue enterrado en el Cementerio Ferncliff en Hartsdale, Nueva York.
La vibrafonista de jazz Vera Auer es sobrina de Leopold. El actor Mischa Auer (nacido Mischa Ounskowsky) fue su nieto. El compositor György Ligeti fue su sobrino.